# فيليبي أوليفيرا دياز
فيليبي أوليفيرا دياز (بالبرتغالية: Filipe Oliveira Dias‏) هو مهندس معماري برتغالي، ولد في 16 أكتوبر 1963 في بورتو في البرتغال، وتوفي في 15 أكتوبر 2014.